# Вересков, Виктор Александрович
Виктор Александрович Вересков (1924—1944) — младший сержант Рабоче-крестьянской Красной Армии, участник Великой Отечественной войны, Герой Советского Союза (1944)

## Биография
Родился 24 сентября 1924 года в городе Нижний Тагил Свердловской области в рабочей семье. Окончил неполную среднюю школу, после чего работал токарем на заводе. В октябре 1942 года был призван на службу в Рабоче-крестьянскую Красную Армию. Окончил танковую школу. С июля 1943 года — на фронтах Великой Отечественной войны. Принимал участие в боях на Брянском, Воронежском и 1-м Украинском фронтах, был радистом-пулемётчиком танкового экипажа 332-го танкового батальона 52-й гвардейской танковой бригады 6-го гвардейского танкового корпуса 3-й гвардейской танковой армии. Отличился во время освобождения Киевской области Украинской ССР.
В начале ноября 1943 года танк под командованием гвардии лейтенанта Филиппа Лохматикова продвигался к Киеву. Механик-водитель Матвей Стрижков протаранил немецкую колонну, выведя из строя несколько машин и бронетранспортёр. В это время Виктор Вересков вёл огонь из пулемёта. Танк, обойдя Киев с запада, выехал на шоссе Киев-Житомир, отрезав противнику путь к отступлению. Когда танк Лохматикова столкнулся с группой вражеских танков, экипаж открыл по ним огонь, подбив два из них. Когда Лохматиков докладывал командованию по радио обстановку, Виктор Вересков заметил колонну, двигавшуюся по дороге. В колонне находились автомашины и тягачи с орудиями. Противник не заметил танк Лохматикова, который стоял в ельнике. Выстрелом из орудия была уничтожена противотанковая пушка, а затем колонна была разгромлена. Обслуга колонны была вынуждена отойти в лес. Всего в тот день экипаж танка Лохматикова уничтожил 10 орудий, 19 автомашин, несколько десятков повозок с военными грузами, более 100 вражеских солдат и офицеров.
После кратковременного отдыха танки взвода Лохматикова вновь ушли в разведку в район Фастова. На пути к нему танкисты уничтожили две вражеских заставы и одну автоколонну. Когда уже стемнело, танкисты столкнулись с вражеской засадой. В танк попал бронебойный снаряд, ранивший Лохматикова. Командование экипажем принял на себя Виктор Вересков, который встал у пушки и стал вести огонь по вспышкам орудий. В это время Стрижков давил гусеницами все, что находилось на пути танка. С дороги по противнику вели огонь ещё два танка взвода разведки. Действия взвода и Виктора Верескова в частности обеспечили уничтожение всей артиллерийской батареи противника. Меньше чем за сутки взвод прошёл с боями 65 километров и прорвался в Фастов. В ходе уличных боёв лично уничтожил 3 танка, 1 САУ, 4 артиллерийских орудий, 2 миномёта, 8 автомашин и около роты вражеских солдат и офицеров.
В начале января 1944 года во время боя за село Ивница Андрушевского района Житомирской области Украинской ССР получил тяжёлое ранение и 5 января скончался. Похоронен в селе Ивница.
Указом Президиума Верховного Совета СССР «О присвоении звания Героя Советского Союза генералам, офицерскому, сержантскому и рядовому составу Красной Армии» от 10 января 1944 года за «образцовое выполнение боевых заданий командования на фронте борьбы с немецко-фашистскими захватчиками и проявленные при этом отвагу и геройство» был посмертно удостоен высокого звания Героя Советского Союза. Также был награждён орденами Ленина и Красной Звезды, а также рядом медалей.

## Память
В его честь названы улица и школа в Нижнем Тагиле.